# Summa honoraria
 (octobre 2021).

La summa honoraire (ou summa legitima) était une quantité d'argent que les prêtres et les magistrats civils devaient payer au début de leurs fonctions dans les villes de l'Empire romain. Dans certains endroits, comme à la colonie césarienne d'Urso, les duoviri et les aediles avaient l'obligation de payer 2 000 sesterces pour couvrir le coût des jeux publics, comme il apparaît dans son Lex. Dans les inscriptions d'autres villes, on enregistre des sommes qui oscillent généralement entre 3 000 et 35 000 sesterces. À Calama, en la Numidie romaine, il est enregistré qu'un pontife devait payer 600 000 sesterces comme droit d'entrée à son nouveau poste.
La summa honoraire était, en grande partie, un phénomène de l'Occident latin. Dans l'Orient grec, cette fonction était remplie par la liturgie, par laquelle un certain coût était imposé aux riches, qu'ils occupent ou non un poste.